# Diocesi di Bagai
La diocesi di Bagai (in latino: Dioecesis Bagaiensis) è una sede soppressa e sede titolare della Chiesa cattolica.

## Storia
Bagai, identificabile con Baghaï nell'odierna Algeria, è un'antica sede episcopale della provincia romana di Numidia.
Il cristianesimo si diffuse ben presto nella regione di Bagai. Il primo vescovo noto è Felice, che prese parte al concilio di Cartagine convocato il 1º settembre 256 da san Cipriano per discutere della questione relativa alla validità del battesimo amministrato dagli eretici, e figura al 12º posto nelle Sententiae episcoporum.
Un secolo dopo è registrato il vescovo donatista Donato, che, secondo Ottato, fu il principale istigatore della resistenza donatista in Numidia contro la missione degli inviati imperiali Macario e Paolo di promuovervi la politica imperiale dell'unità tra cattolici e donatisti. La resistenza armata dei donatisti, definita da Ottato come “demenza collettiva”, finì nel sangue, ma non è certo che Donato vi abbia trovato la morte: secondo i donatisti, Donato fu ucciso gettato in un pozzo; secondo i cattolici invece il vescovo di Bagai si sarebbe ucciso.
La città fu un importante centro donatista: nel 394 infatti vi fu celebrato un sinodo al quale parteciparono oltre 310 vescovi donatisti, per difendere Primiano di Cartagine contro il dissidente Massimiano.
Le passioni religiose animarono ancora gli animi all'inizio del V secolo. Il donatista Massimiano aderì alla fede cattolica e, prima del 402, fu eletto vescovo di Bagai; la sua elezione suscitò una forte reazione dei donatisti e, per calmare gli animi, Massimiano si disse disposto a ritirarsi dall'episcopato. Le sue dimissioni tuttavia non furono accettate, oppure il vescovo eletto, suo successore, Castorio, non accettò la nomina alla sede episcopale. Fatto sta che Massimiano fu preso dai donatisti e malmenato fin quasi alla morte. Nel 404 fece parte di una delegazione africana a Roma; secondo sant'Agostino, l'imperatore Onorio fu talmente impressionato dalle cicatrici di cui era ricoperto Massimiano da ordinare, nel 405, severe misure contro i donatisti. Massimiano è ricordato nel Martirologio romano alla data del 3 ottobre.
Nella conferenza di Cartagine del 411, che mise a confronto i vescovi cattolici e quelli donatisti della provincia d'Africa, a rappresentare Bagai c'era solo il vescovo donatista Donaziano, senza alcun rappresentante della controparte cattolica. Mansi ipotizza che in quell'anno Massimiano fosse ancora vescovo cattolico della città, ipotesi tuttavia che non ha alcun fondamento. È probabile che Donaziano sia da identificare con l'omonimo vescovo che sottoscrisse per ultimo la lettera sinodale del concilio celebrato a Bagai il 24 aprile 394 per sostenere Primiano di Cartagine.
Un altro vescovo di Bagai, Cipriano, sembra nominato in un'iscrizione, ma incerta è la sua collocazione cronologica. La città appare ancora come sede vescovile nella Descriptio orbis romani di Giorgio di Cipro (inizio VII secolo).
Dal 1933 Bagai è annoverata tra le sedi vescovili titolari della Chiesa cattolica; dal 18 ottobre 2019 il vescovo titolare è David Israel de la Torre Altamirano, SS.CC., vescovo ausiliare di Quito.

## Cronotassi

### Vescovi residenti
- Felice † (menzionato nel 256)
  - Donato † (? - circa 348 deceduto) (vescovo donatista)
- San Massimiano † (prima del 402 - dopo il 405)
  - Castorio † (menzionato nel 402) (vescovo eletto)
  - Donaziano † (prima del 394 ? - dopo il 411) (vescovo donatista)
- Cipriano †

### Vescovi titolari
- Hugh Boyle † (9 dicembre 1948 - 11 gennaio 1951 nominato vescovo di Port Elizabeth)
- Noël Laurent Boucheix, S.M.A. † (11 marzo 1953 - 6 luglio 1958 nominato vescovo di Porto-Novo)
- Bernardo Regno, O.S.B. † (24 settembre 1958 - 26 gennaio 1971 dimesso)
- Laurent Fuahea † (2 marzo 1972 - 25 aprile 1974 nominato vescovo di Wallis e Futuna)
- Francis Xavier Roque † (29 marzo 1983 - 13 settembre 2019 deceduto)
- David Israel de la Torre Altamirano, SS.CC., dal 18 ottobre 2019